# Beta1 Sagittarii
Arkab Prior (Beta 1 Sgr, β1 Sagittarii / β1 Sgr) è una stella nella costellazione del Sagittario di magnitudine +3,95, distante 373 anni luce dal sistema solare.
Sebbene condivida la designazione di Bayer con Arkab Posterior (β2 Sagittarii), le due stelle non sono legate gravitazionalmente tra loro. Il termine deriva dall'arabo Al-Arkab Urḳūb, che significa il tendine d'Achille, con riferimento all'eroe della mitologia greca. L'astronomo persiano Zakariyya al-Qazwini conosceva questa stella, insieme a Rukbat (α Sagittarii) e Arkab Posterior come Al Ṣuradayn, cioè i due "Surad", uccelli del deserto descritti in modo diverso da vari autori.

## Osservazione
Posta alla declinazione di 44°S, è una stella dell'emisfero australe. Nell'emisfero boreale essa non può essere osservata a nord del 46º parallelo, il che esclude il Canada, buona parte degli Stati Uniti d'America e dell'Europa. Nelle zone temperate dell'emisfero boreale, essa comunque apparirà molto bassa sull'orizzonte e la sua osservazione risulterà penalizzata. Diventa circumpolare alle latitudini più meridionali del parallelo 46°S. Data la sua magnitudine pari a 3,95, la si può osservare anche dai piccoli centri urbani senza difficoltà, sebbene un cielo non eccessivamente inquinato sia maggiormente indicato per la sua individuazione.

## Caratteristiche fisiche
Arkab Prior è una stella binaria le cui componenti sono separate visivamente da 28 secondi d'arco. Arkab A, la più luminosa, è una stella bianco-azzurra di sequenza principale di tipo spettrale B9V con una massa pari a 3,7 M⊙. La sua luminosità, considerando la radiazione ultravioletta emessa, è 440 L⊙, la temperatura superficiale attorno agli 11000 K e il raggio 2,7 volte quello del Sole. 
Arkab B è invece una stella bianca di sequenza principale di classe A3V e magnitudine apparente 7,4 avente una massa che è la metà di quella della componente principale ed un raggio 1,9 quello solare. La separazione reale tra le due stelle è di almeno 3300 au, cioè 83 volte la distanza tra Plutone e il Sole, mentre il periodo orbitale è di almeno 82 000 anni. 